# ナノセイルD2
ナノセイルD2（NanoSail-D2）はNASAのエイムズ研究センターが開発したナノサット。主目的は宇宙空間でソーラーセイルの展開を行うことである。FASTSAT衛星に搭載され、2010年11月20日に打ち上げられた。
計画では打上げから1週間後の、11月27日をめどにFASTSAT衛星から分離されるはずだったが、分離が確認されず、実験は失敗したと思われていた。しかし、翌年の2011年1月になってナノセイルD2が分離し、ソーラーセイルが展開されたことがNASAから発表された。

## 概要
ナノセイルD2は元々ナノセイルDの地上スペア機として作製されていた。2008年、ナノセイルDがファルコン1による打ち上げに失敗したことをうけ、2年以上の改良がスペア機に施され、ナノセイルD2衛星がFASTSATミッションに取り入れた。
CubeSatを3箱連結させており、大きさは30x10x10cm、重量は4kg、ソーラーセイルの面積は10m2。
ナノセイルD2が取り付けられたFASTSATはミノタウロスIV/HAPSロケットに搭載され、2010年11月20日01時25分（UTC）にコディアック打上げ基地の第1射点から打ち上げられた。主ペイロードはSTPSat-2であり、FASTSAT以外にも多数の副衛星が搭載されていた。
FASTSATは高度650km、軌道傾斜角72度の低軌道に投入された。12月6日にナノセイルD2がFASTSATから分離されることが期待されたが、ハッチは開いたものの、ナノセイルD2の分離は確認されなかった。しかし2011年1月21日に分離が確認された。なぜ分離機構が正常に働かず、また最終的に分離できたのかは今のところ不明である。分離自体は1月20日に起こっており、ブームを伸ばす方式でのソーラーセイルの展開、さらに軌道パラメータの変化も確認された。なお、このソーラーセイルは太陽光を受けて加速させるものではなく、使用済みの衛星の大気抵抗を増やして再突入を早めさせるための新たな技術開発の役割を有している。
バッテリーはすぐに消耗してビーコンが消える予定であるが、Dean Alhorn プロジェクトマネージャーは、ナノセイルD2が大気圏で燃え尽きるまで、大気の条件によるが70日から120日間は低軌道を飛行すると予測していた。NASAおよびSpaceweather.comは賞金500ドルの軌道上のセイルを撮影する写真コンテストをアナウンスした。
ナノセイルD2は姿勢が傾いた状態で飛行したため、予想よりも受ける大気抵抗が少なくなって想定していた落下予想よりも長く飛行し、2011年9月17日に大気圏へ再突入した。